# ابتذال شر
عبارت ابتذال شر یا به‌هنجاری شر، اصطلاحی است که هانا آرنت در سال ۱۹۶۳ و در کتاب آیشمن در اورشلیم به آن پرداخت.
نظریه او در این مورد این بود که شرهای بزرگ در کل تاریخ بشر به‌طور عام، و به‌طور خاص هولوکاست، نه توسط متعصبان کور یا بیماران با مشکلات روانی بلکه به وسیلهٔ مردم عادی که استدلال‌های دولت-ملت‌هایشان را پذیرفته‌اند به اجرا درآمده و به همین دلیل، از نظر این مردم اعمالشان رفتاری طبیعی بوده‌است.
ادوارد هرمن در توضیح این عبارت بر روی «طبیعی جلوه دادن نااندیشیدنی‌ها» تأکید دارد. او می‌گوید «انجام کارهای هولناک به روشی منظم و سازمان یافته مبتنی بر عادی‌سازی است. این همان روندی است که طی آن اعمال زشت، تحقیر آمیز، جنایت‌بار و غیرقابل بیان به یک کار عادی تبدیل می‌شوند و تحت عنوان جوری که چیزها هستند تعبیر می‌شوند».
هانا آرنت زمانی به این مسئله پی برد که به دادگاه یک افسر نازی در اورشلیم رفت، آیشمن افسر فراری نازی خود را فردی پاک می‌خواند و عقیده داشت فقط فرامین پیشوا را اجرا کرده‌است، و هیچ خصومتی با یهودیان نداشته‌است، این نقطهٔ جرقه زدن ابتذال شر در ذهن هانا آرنت بود.

## نقد
به گفته ایزابل دلپلا، فرضیه ابتذال شر آرنت از همان ابتدا مورد مناقشه بسیاری از فیلسوفان حقوق و اخلاق واقع شد که بر این نظر بودند فرضیه آرنت نقش و ارادهٔ جنایتکاران را کوچک جلوه می‌دهد و برای شناخت مجرم آدرس اشتباه می‌دهد. امروزه بنا به اسناد منتشر شده از حزب نازی و پس از دادگاه آیشمن و موارد مربوط به آن، مشخص شده که واقعیت اس. اس و افرادی همچون آیشمن با آنچه که آرنت در آن زمان تصور می‌کرده متفاوت است. در یکی از آخرین نقدها، ایزابل دلپلا، فیلسوف حقوق فرانسوی، در یکی از آثار خود فرضیه آرنت را یک مانع برای فهم مسئله شر و جرایم حقوقی می‌داند. او می‌گوید که آرنت برای فرضیه‌ای که در ذهن خودش داشته، تنها به چند جمله در دفاعیه دادگاه آیشمن ارجاع می‌دهد، اما «آیشمن تاریخی» که کاملاً با آیشمن دادگاه متفاوت بوده را بررسی نمی‌کند تا فرضیه‌اش باطل نشود. دلپلا مصادیق مختلف این مفهوم را بررسی می‌کند و به این نتیجه می‌رسد که ابتذال شر از نظر آرنت یک مفهوم کلی و انتزاعی است که تفاوت زیادی با شرایط واقعی جرایم دارد، و ابتذال شر نه تنها کمکی به فهم مسئله شر و جرایم نمی‌کند، بلکه خودش باعث شکل‌گیری بن‌بست و بدفهمی معرفت‌شناسی و تاریخی برای فهم مسئله شر، جرایم و فلسفه اخلاق است.

## در سینما
فیلمی به‌نام هانا آرنت به کارگردانی مارگارته‌فون‌ترونا در سال ۲۰۱۲ با محوریت جریان به‌وجود آمدن ایده ابتذال شر ساخته شده‌است.